# Sollevamento pesi ai Giochi della XXXIII Olimpiade - 49 kg femminile
La gara di sollevamento pesi della categoria fino a 49 kg femminile dei Giochi della XXXIII Olimpiade di Parigi si è svolta il 7 agosto 2024 presso il Paris Expo Porte de Versailles. La competizione è stata vinta per la seconda volta consecutiva dalla cinese Hou Zhihui, mentre l'argento e il bronzo sono andati rispettivamente alla romena Mihaela Cambei e alla thailandese Surodchana Khambao.

## Risultati
| Pos. | Atleta               | Nazionalità     | Strappo (kg) | Strappo (kg) | Strappo (kg) | Strappo (kg) | Slancio (kg) | Slancio (kg) | Slancio (kg) | Slancio (kg) | Totale |
| Pos. | Atleta               | Nazionalità     | 1            | 2            | 3            | Risultato    | 1            | 2            | 3            | Risultato    | Totale |
| ---- | -------------------- | --------------- | ------------ | ------------ | ------------ | ------------ | ------------ | ------------ | ------------ | ------------ | ------ |
|      | Hou Zhihui           | Cina            | 89           | 89           | 93           | 89           | 110          | 117          | 117          | 117          | 206    |
|      | Mihaela Cambei       | Romania         | 89           | 91           | 93           | 93           | 106          | 110          | 112          | 112          | 205    |
|      | Surodchana Khambao   | Thailandia      | 86           | 88           | 88           | 88           | 110          | 112          | 114          | 112          | 200    |
| 4    | Mirabai Chanu        | India           | 85           | 88           | 88           | 88           | 111          | 111          | 114          | 111          | 199    |
| 5    | Jourdan Delacruz     | Stati Uniti     | 84           | 87           | 88           | 84           | 105          | 110          | 111          | 111          | 195    |
| 6    | Fang Wan-ling        | Taipei cinese   | 80           | 83           | 86           | 86           | 102          | 106          | 107          | 107          | 193    |
| 7    | Beatriz Pirón        | Rep. Dominicana | 85           | 88           | 88           | 85           | 102          | 107          | 110          | 107          | 192    |
| 8    | Rira Suzuki          | Giappone        | 83           | 85           | 85           | 83           | 108          | 112          | 117          | 108          | 191    |
| 9    | Katherin Echandia    | Venezuela       | 83           | 86           | 86           | 83           | 105          | 107          | 109          | 105          | 188    |
| 10   | Rosina Randafiarison | Madagascar      | 75           | 80           | 83           | 80           | 95           | 100          | 100          | 100          | 180    |
| 11   | Nicola Lagatao       | Guam            | 56           | 59           | 62           | 59           | 74           | 77           | 79           | 77           | 136    |
| —    | Nina Sterckx         | Belgio          | 86           | 86           | 86           | —            | —            | —            | —            | —            | —      |